# Florence Montreynaud
Pour les articles homonymes, voir Montreynaud.
Florence Montreynaud, née le 8 mai 1948 à Reims, est une écrivaine et une féministe française.

## Biographie
Née le 8 mai 1948 d'une mère artiste-peintre et d'un père ingénieur, Florence Montreynaud vit à Paris après avoir habité un village de l’Oise. En 1970, elle est diplômée de l'Institut d'études politiques de Paris, après avoir passé une licence et une maîtrise de russe. Sa devise de jeunesse était « Et liberi et libri » (« Et des enfants et des livres »), parce qu'on enjoignait autrefois aux filles qui voulaient étudier de choisir entre les deux.
Engagée au sein du Mouvement de libération des femmes et au Planning familial à Paris en 1971, elle ouvre la permanence de Crépy-en-Valois en 1977. Elle lance la pétition qui aboutit à l’ouverture du centre d’orthogénie (avortement et contraception) de Senlis en 1979. Avec le Planning familial, elle participe à des dialogues sur la sexualité dans des lycées et des collèges.
Première femme élue conseillère municipale de Fresnoy-le-Luat en 1977, et première candidate aux élections législatives dans sa circonscription (avec le mouvement féministe Choisir, en 1978), elle renonce aux combats politiques en raison de la violence sexiste, déplorant notamment les inscriptions « PUTE » qui sont anonymement écrites sur ses affiches. De 1977 à 1990, elle fonde et anime une revue locale, La Rurale.
Elle a présidé l'Association des Femmes Journalistes (AFJ, fondée en 1981) de 1986 à 1988. De 1994 à 2000, elle organise le prix Séverine de l’AFJ,  décerné à un livre sur les femmes ou sur les rapports entre femmes et hommes.
Elle étudie le sujet de la prostitution du point de vue des hommes ; elle a publié un livre sur la prostitution (1993), et des articles sur les hommes qui paient (les « prostitueurs »). Elle s'intéresse plutôt aux raisons pour lesquelles la majorité des hommes refusent de payer un acte de prostitution. Depuis 2004, elle travaille à grouper des résistants au système prostitueur. Ce mouvement international d’hommes prend en 2011 la forme du réseau Zéromacho avec un manifeste « Des hommes disent NON à la prostitution », ouvert aux signatures d'hommes.
Pour ses activités féministes depuis 1971, Florence Montreynaud a été nommée chevalière de la Légion d’honneur le 14 juillet 2012.
Ses archives sont versées à l'université d'Angers, au Centre des archives du féminisme (BU Angers) en 2001.

### 1999: Les Chiennes de garde
Florence Montreynaud lance le 8 mars 1999 le manifeste des Chiennes de garde : « Adresser une injure sexiste à une femme publique, c’est insulter toutes les femmes ». Le 30 septembre 1999, elle cofonde l'association, dont le cadre juridique permet de se porter partie civile en cas de procès de femmes insultées. Elle est la présidente jusqu’en 2000, puis de nouveau de 2007 à 2011. Isabelle Alonso lui succède au poste de présidente jusqu'en 2003.
Les Chiennes de garde diffusent des textes « incisifs », et manifestent dans la rue en dénonçant les attitudes machistes. Elles décernent depuis 2009 le prix du Macho de l'année, devenu en 2018 le prix du Ringard de l'année. Depuis 2011, la présidente est Marie-Noëlle Bas.
Elle a choisi le nom « Chiennes de garde » en adaptant l’anglais watchdog, qui s’applique à un groupe surveillant une activité ; elle avait bien conscience du double sens sexuel en français de la forme féminine, et voulait ainsi attirer l’attention sur la souillure entachant des mots au féminin. 
Elle a aussi forgé le terme « adelphité » (et l’adverbe dérivé « adelphiquement ») pour désigner une notion groupant fraternité et sororité. En français, « sœur » et « frère » proviennent de deux mots latins différents. Le mot « adelphité » est formé sur la racine grecque « adelph – » qui a donné les mots grecs signifiant « sœur » et « frère ». Le mot « adelphité » figure dans le manifeste des Chiennes de garde, et dans celui du réseau « Encore féministes ! » (2001).

### 2000: La Meute contre la publicité sexiste
En 2000, Florence Montreynaud crée la Meute contre la publicité sexiste avec le manifeste « Non à la pub sexiste ! ». Il s'agit d'un mouvement féministe mixte et international.
Ses actions prennent la forme de manifestations, d'actions dans la rue ou dans le métro et de lettres à des annonceurs. De 2005 à 2009, La Meute décerne le prix Fémino, qui récompense une publicité non sexiste. En 2008, La Meute est réunie aux Chiennes de garde.
Les archives de La Meute sont versées à l'université d'Angers, au Centre des archives du féminisme (BU Angers) en 2011.

### 2001: Encore féministes!
En 2001, Florence Montreynaud lance le réseau Encore féministes !, réseau mixte et international. Un manifeste du 8 mars 2001 donne vingt « bonnes raisons » d'être « encore féministe ». Les actions du mouvement consistent en campagnes écrites et plus rarement, en manifestations dans la rue. Le réseau organise chaque 6 décembre à Paris (jusqu'en 2019, puis Cécyle Jung prend la relève) la commémoration du massacre de la Polytechnique à Montréal (14 femmes tuées le 6 décembre 1989 par un antiféministe), et commémore aussi le meurtre de Marie Trintignant (1er août 2003) avec un rassemblement au cimetière parisien du Père-Lachaise, qui a lieu le dimanche précédant le 1er août, à 16h.
Les archives du mouvement sont versées à l'université d'Angers, au Centre des archives du féminisme (BU Angers) en 2011.

### 2011: Zéromacho — Des hommes s’engagent contre le système prostitueur et pour l’égalité femmes-hommes
En 2011, Florence Montreynaud rassemble des hommes de son entourage pour rédiger, cosigner et diffuser un manifeste contre le système prostitueur. 
Les signataires de ce manifeste constituent un réseau masculin international (site zeromacho.org). C'est Gérard Biard qui trouve le nom « Zéromacho », un idéal pour des hommes qui soutiennent des actions féministes et veulent un monde d’égalité femmes-hommes.  
Florence Montreynaud raconte l’histoire et les actions de ce réseau dans Zéromacho. Des hommes disent non à la prostitution (M éditions, Montréal, 2018).
En 2023, le manifeste de Zéromacho (traduit en 12 langues) a été signé par plus de 4 000 hommes de 69 pays. En France, Zéromacho agit pour faire appliquer la loi de 2016 contre le système prostitutionnel, notamment pour faire fermer les prétendus « salons de massages » asiatiques de Paris, qui sont en réalité de lieux de prostitution, et pour faire évoluer les mentalités. Zéromacho-Allemagne s'est créé en 2022 (zeromacho.de).

### 2022: Front féministe, collectif international pour affirmer le droit des femmes au respect de leur corps sexué
Le 8 mars 2022, les Chiennes de garde et Zéromacho lancent le Front féministe, sur le fondement du manifeste Liberté Égalité Féminisme. 
En novembre 2023, le Front féministe international groupe plus de 400 associations de 8 pays (Allemagne, Belgique, Canada, Espagne, États-Unis, France, Italie et Nouvelle-Zélande). 
Le manifeste se positionne contre : 
- la prostitution et la pornographie
- la gestation pour autrui
- la culture du viol
- le port du voile
- les atteintes au respect et à l'intégrité du corps des femmes
- l'inclusion des femmes trans dans les compétitions sportives féminines.

## Vie privée
Mariée en 1967, elle a repris son nom de naissance en 1971; elle est mère de quatre enfants et grand-mère de six petits-enfants.

## Œuvres
- Dictionnaire de citations du monde entier (le Robert, coll. les Usuels, 1979 ; dernière réédition : 2000), avec un classement par pays.
- Dictionnaire de proverbes du monde (le Robert, coll. les Usuels, 1980 ; dern. rééd. : 1997)
- Dictionnaire actif de l'école (en collab., Nathan, 1984)
- Dictionnaire de citations  (Nathan, 1985). Traduit en espagnol et en portugais.
- Le XXe siècle des femmes  (Nathan, 1989 ; quatre rééditions augmentées, la dernière en 2001), avec une préface d'Elisabeth Badinter.
- C'est quoi, aimer ? (Nathan, 1991). Traduit en portugais (brésilien) et en grec.
- Amours à vendre. Les Dessous de la prostitution (Glénat, 1993)
- Aimer. Un siècle de liens amoureux (Le Chêne, 1997). Traduit en anglais, en allemand et en espagnol (Taschen, 1998).
- Quand bien même je verrais (avec Sophie Massieu, éd. Nil, 1998)
- Bienvenue dans la meute ! (La Découverte, 2001)
- Appeler une chatte. Mots et plaisirs du sexe (Calmann-Lévy, 2004 ; éd. de poche, Payot, coll. Petite Bibliothèque, 2005)
- Le féminisme n’a jamais tué personne (éd. Fidès, Montréal, et Musée de la civilisation, Québec, 2004)
- L’Aventure des femmes. XXe-XXIe siècle (Nathan, 2006)
- Dictionnaire de citations du monde entier (le Robert, coll. les Usuels, 2008), avec un classement thématique
- Un siècle d’amour. De 1900 à aujourd’hui (Nathan, 2009)
- « Non c’è solo il calcio nella vita ! » [Il n’y a pas que le foot dans la vie !], chapitre du livre Madri femministe e figli maschi, édité par Patrizia Romito et Caterina Grego (ed. XL, Roma, 2013)
- L’« adelphité », Témoignage chrétien, supplément au n° du 25 avril 2013, p. 38-39
- Chaque matin, je me lève pour changer le monde. Du MLF aux Chiennes de garde. Mémoires féministes (Eyrolles, 2014)
- Le Roi des cons. Quand la langue française fait mal aux femmes (Le Robert, 2018)
- Zéromacho. Des hommes disent non à la prostitution (M éditions, Montréal, 2018). Avec des citations d’une centaine de signataires de Zéromacho, interviewés par l’autrice dans 18 pays.
- Les femmes sont des salopes, les hommes sont des Don Juan : Sexisme, double morale sexuelle et éléments de langage, Hachette, coll. « Maison Pratique », 8 mars 2023, 256 p. (ISBN 978-2-01-946663-3)